# Wioletta Waleszczyk
Wioletta Joanna Waleszczyk (ur. 1962, zm. 15 marca 2020) – polska biolog, prof. dr hab.

## Życiorys
W 1988 ukończyła studia fizyczne na Uniwersytecie Warszawskim, 14 grudnia 1995 obroniła pracę doktorską Organizacja wzrokowych pól recepcyjnych neuronów jądra parabigeminalnego u czuwającego kota, 13 października 2006 habilitowała się na podstawie pracy. 15 września 2017 nadano jej tytuł profesora w zakresie nauk biologicznych.
Objęła funkcję profesora zwyczajnego w Instytucie Biologii Doświadczalnej im. Marcelego Nenckiego Polskiej Akademii Nauk, oraz piastowała stanowisko sekretarza Polskiego Towarzystwa Badań Układu Nerwowego i członka Komitetu Neurobiologii na V Wydziale Nauk Medycznych Polskiej Akademii Nauk.
Odznaczona Złotym Krzyżem Zasługi.